# Sampaloc (Manilla)
Sampaloc is een district in de Filipijnse hoofdstad Manilla. Het district ligt aan de noordoostzijde van de stad en wordt begrensd door Santa Mesa, San Miguel en Binondo in het zuiden, Santa Cruz in het westen en de stad Quezon City in het noorden en oosten. Belangrijke verbindingswegen tussen Sampaloc en de omliggende districten zijn Quezon Avenue en Lacson Avenue. Bij de laatste census in 2010 telde het district 241.528 inwoners.
Aan Dimasalang Road dicht bij de hoek met Quezon Avenue en naast het Dangwa Bus Station bevindt zich de Dangwa bloemenmarkt. Op deze markt worden 24 uur per dag bloemen vanuit de gehele Filipijnen verkocht. In het district zijn diverse onderwijsinstellingen gevestigd, waaronder de University of Santo Tomas en de University of the East Manila.